# Steven Swanson
Pour les articles homonymes, voir Swanson.
Steven Ray Swanson dit Swanny est un astronaute américain né le 3 décembre 1960.

## Vols réalisés
Il totalise trois voyages dans l'espace :
- le premier en juin 2007 en tant que spécialiste de mission (vol STS-117)
- le second en mars 2009, à nouveau en tant que spécialiste de mission pour amener la poutre S6 de la Station spatiale internationale avec ses panneaux solaires (vol STS-119).
- le troisième en mars 2014 pour un séjour de longue durée à bord de l'ISS (Soyouz TMA 12M / expéditions 39 et 40).